# Thomas A. Burke
Thomas Aloysius Burke, född 30 oktober 1898 i Cleveland, Ohio, död 5 december 1971 i Cleveland, Ohio, var en amerikansk demokratisk politiker. Han var borgmästare i Cleveland 1946-1953 och ledamot av USA:s senat 1953-1954.
Burke deltog i första världskriget i USA:s armé. Han utexaminerades 1920 från College of the Holy Cross i Massachusetts. Han avlade 1923 juristexamen vid Western Reserve University. Han arbetade sedan som advokat i Cleveland.
Burke vann borgmästarvalet i Cleveland 1945 och efterträdde sedan Frank J. Lausche som borgmästare. Senator Robert Taft avled 1953 i ämbetet. Burke blev utnämnd till senaten fram till fyllnadsvalet följande år. Han förlorade fyllnadsvalet mot kongressledamoten George H. Bender.
Burke var katolik. Hans grav finns på Calvary Cemetery i Cleveland.